# Denis Huseinbašić
Denis Huseinbašić (Erbach, 3 luglio 2001) è un calciatore tedesco naturalizzato bosniaco, centrocampista del Colonia.

## Carriera

### Club
Cresciuto nel settore giovanile del Kickers Offenbach, debutta in prima squadra il 5 settembre 2020, disputando l'incontro di Regionalliga pareggiato per 0-0 contro il Bahlinger SC; in due stagioni totalizza 58 presenze e 9 reti. Il 3 giugno 2022 viene acquistato dal Colonia, con cui firma un contratto triennale. Inizialmente impiegato dalla squadra riserve, il 3 settembre seguente ha esordito in prima squadra, in occasione dell'incontro di Bundesliga vinto per 2-4 contro il Wolfsburg. Cinque giorni dopo ha anche esordito nella fase a gironi di Conference League, disputando l'incontro pareggiato per 1-1 contro il Nizza. Realizza la sua prima rete in Bundesliga il mese successivo, nell'incontro perso per 5-2 contro il Borussia M'gladbach.

### Nazionale
Dopo avere giocato per l'under-21 tedesca, nel febbraio 2024 decide di rappresentare la Bosnia ed Erzegovina, nazionale delle sue origini, da cui viene convocato per la prima volta un mese dopo. Fa il suo esordio con la selezione bosniaca il 3 giugno dello stesso anno nell'amichevole persa 3-0 contro l'Inghilterra.

## Statistiche

### Presenze e reti nei club
Statistiche aggiornate al 9 febbraio 2025
| Stagione                 | Squadra                  | Campionato               | Campionato | Campionato | Coppe nazionali | Coppe nazionali | Coppe nazionali | Coppe continentali | Coppe continentali | Coppe continentali | Altre coppe | Altre coppe | Altre coppe | Totale | Totale |
| Stagione                 | Squadra                  | Comp                     | Pres       | Reti       | Comp            | Pres            | Reti            | Comp               | Pres               | Reti               | Comp        | Pres        | Reti        | Pres   | Reti   |
| ------------------------ | ------------------------ | ------------------------ | ---------- | ---------- | --------------- | --------------- | --------------- | ------------------ | ------------------ | ------------------ | ----------- | ----------- | ----------- | ------ | ------ |
| 2020-2021                | Kickers Offenbach        | RL                       | 25         | 5          | -               | -               | -               | -                  | -                  | -                  | -           | -           | -           | 25     | 5      |
| 2021-2022                | Kickers Offenbach        | RL                       | 33         | 4          | -               | -               | -               | -                  | -                  | -                  | -           | -           | -           | 33     | 4      |
| Totale Kickers Offenbach | Totale Kickers Offenbach | Totale Kickers Offenbach | 58         | 9          |                 | -               | -               |                    | -                  | -                  |             | -           | -           | 58     | 9      |
| 2022-2023                | Colonia II               | RL                       | 3          | 4          | -               | -               | -               | -                  | -                  | -                  | -           | -           | -           | 3      | 4      |
| 2022-2023                | Colonia                  | BL                       | 24         | 4          | CG              | 0               | 0               | UECL               | 5                  | 1                  | -           | -           | -           | 29     | 5      |
| 2023-2024                | Colonia                  | BL                       | 26         | 0          | CG              | 2               | 0               | -                  | -                  | -                  | -           | -           | -           | 28     | 0      |
| 2024-2025                | Colonia                  | 2L                       | 20         | 2          | CG              | 4               | 0               | -                  | -                  | -                  | -           | -           | -           | 24     | 2      |
| Totale Colonia           | Totale Colonia           | Totale Colonia           | 70         | 6          |                 | 6               | 0               |                    | 5                  | 1                  |             | -           | -           | 81     | 7      |
| Totale carriera          | Totale carriera          | Totale carriera          | 131        | 19         |                 | 6               | 0               |                    | 5                  | 1                  |             | -           | -           | 142    | 20     |

### Cronologia presenze e reti in nazionale
| Cronologia completa delle presenze e delle reti in nazionale ― Bosnia ed Erzegovina | Cronologia completa delle presenze e delle reti in nazionale ― Bosnia ed Erzegovina | Cronologia completa delle presenze e delle reti in nazionale ― Bosnia ed Erzegovina | Cronologia completa delle presenze e delle reti in nazionale ― Bosnia ed Erzegovina | Cronologia completa delle presenze e delle reti in nazionale ― Bosnia ed Erzegovina | Cronologia completa delle presenze e delle reti in nazionale ― Bosnia ed Erzegovina | Cronologia completa delle presenze e delle reti in nazionale ― Bosnia ed Erzegovina | Cronologia completa delle presenze e delle reti in nazionale ― Bosnia ed Erzegovina |
| Data                                                                                | Città                                                                               | In casa                                                                             | Risultato                                                                           | Ospiti                                                                              | Competizione                                                                        | Reti                                                                                | Note                                                                                |
| ----------------------------------------------------------------------------------- | ----------------------------------------------------------------------------------- | ----------------------------------------------------------------------------------- | ----------------------------------------------------------------------------------- | ----------------------------------------------------------------------------------- | ----------------------------------------------------------------------------------- | ----------------------------------------------------------------------------------- | ----------------------------------------------------------------------------------- |
| 3-6-2024                                                                            | Newcastle upon Tyne                                                                 | Inghilterra                                                                         | 3 – 0                                                                               | Bosnia ed Erzegovina                                                                | Amichevole                                                                          | -                                                                                   | 63’                                                                                 |
| 9-6-2024                                                                            | Empoli                                                                              | Italia                                                                              | 1 – 0                                                                               | Bosnia ed Erzegovina                                                                | Amichevole                                                                          | -                                                                                   | 67’ 93’                                                                             |
| 7-9-2024                                                                            | Eindhoven                                                                           | Paesi Bassi                                                                         | 5 – 2                                                                               | Bosnia ed Erzegovina                                                                | UEFA Nations League 2024-2025 - 1º turno                                            | -                                                                                   | 68’                                                                                 |
| 10-9-2024                                                                           | Budapest                                                                            | Ungheria                                                                            | 0 – 0                                                                               | Bosnia ed Erzegovina                                                                | UEFA Nations League 2024-2025 - 1º turno                                            | -                                                                                   | 61’                                                                                 |
| 11-10-2024                                                                          | Zenica                                                                              | Bosnia ed Erzegovina                                                                | 1 – 2                                                                               | Germania                                                                            | UEFA Nations League 2024-2025 - 1º turno                                            | -                                                                                   | 65’                                                                                 |
| 14-10-2024                                                                          | Zenica                                                                              | Bosnia ed Erzegovina                                                                | 0 – 2                                                                               | Ungheria                                                                            | UEFA Nations League 2024-2025 - 1º turno                                            | -                                                                                   | 65’ 73’                                                                             |
| 16-11-2024                                                                          | Friburgo in Brisgovia                                                               | Germania                                                                            | 7 – 0                                                                               | Bosnia ed Erzegovina                                                                | UEFA Nations League 2024-2025 - 1º turno                                            | -                                                                                   | 74’                                                                                 |
| Totale                                                                              |                                                                                     | Presenze                                                                            | 7                                                                                   |                                                                                     | Reti                                                                                | 0                                                                                   |                                                                                     |

## Palmarès
- Campionato tedesco di seconda divisione: 1

Colonia: 2024-2025